# Elizabeth Ann Duke
Elizabeth Ann Duke (født 25. november 1940) er en amerikansk kvinde bedst kendt for sit engagement i radikale venstreorienterede politiske organisationer og efterfølgende flugt fra retsforfølgelse . Hun er fortsat eftersøgt af Federal Bureau of Investigation på anklager relateret til bombninger, herunder bombningen af det amerikanske senat i 1983, udført af Den kommunistiske organisation af 19. maj .

## Tidligt liv
Duke blev født i Beeville, Texas, den 25. november 1940, men har i sit voksne live givet sin fødselsdato som værende den 20. april 1941. Duke var angiveligt medlem af en Weathermen- splintergruppen, Den komunistiske Organisation af 19. maj . Gruppen påtog sig ansvaret for en række bombninger af amerikanske regeringsbygninger mellem 1983 og 1985, herunder bombningen af  Capital-bygningen i november 1983 .

## Anholdelse og flugt
Duke og Alan Berkman blev arresteret i maj 1985 og tiltalt for sammensværgelse, forfalskning og våbenanklager af en føderal Storjury i det, der blev kendt som Resistance Conspiracy-sagen . Også anklaget som medsammensvorne var Marilyn Jean Buck, eftersøgt for sin rolle i Brinks panserbilrøveri i 1981, Laura Whitehorn, Linda Sue Evans, Susan Rosenberg og Timothy Blunk . Duke blev løsladt mod kaution i juli 1985 og forsvandt den følgende oktober.  Federal Bureau of Investigation tilbyder en belønning på op til $50.000 for information, der fører direkte til anholdelse og domfældelse af Duke. 

## eksterne links
- Dukes FBI eftersøgte plakat
- Retssag for "USA v. DUKE"#1:88−cr−00145 tilgængelig med PACER-abonnement.